# مزرعه حاجی محمدعلی
مزرعه حاجی محمدعلی روستایی در دهستان خورمیز بخش مرکزی شهرستان مهریز استان یزد ایران است.

## جمعیت
بر پایه سرشماری عمومی نفوس و مسکن در سال ۱۳۹۵ جمعیت این روستا ۶ نفر (۴خانوار) بوده‌است.